# Gdynia Open
Gdynia Open je snookerový turnaj, který je od roku 2012 součástí Main Tour a patří mezi malé bodované turnaje Players Tour Championship (PTC), od sezóny 2014/15 pod názvem European Tour.

## Historie
V roce 2012 se stal prvním jeho vítězem Neil Robertson, který porazil ve finále Jamie Burnetta 4-3. V sezóně 2013/2014 byl turnaj přesunut na únor 2014 a trofej za vítězství si odvezl Shaun Murphy, který vyhrál nad Fergalem O'Brienem 4-1. Neil Robertson vyhrál tento turnaj podruhé v roce 2015, když ve finále porazil Marka Williamse 4-0.

## Vítězové
| Rok  | Vítěz          | Poražený       | Skóre | Sezóna  |
| ---- | -------------- | -------------- | ----- | ------- |
| 2012 | Neil Robertson | Jamie Burnett  | 4–3   | 2012/13 |
| 2014 | Shaun Murphy   | Fergal O'Brien | 4–1   | 2013/14 |
| 2015 | Neil Robertson | Mark Williams  | 4–0   | 2014/15 |